# 알렉산더 마시알라스
알렉산더 첸 마시알라스(영어: Alexander Chen Massialas, 1994년 4월 20일~)는 미국의 펜싱 선수로 주 종목은 플뢰레이다. 그는 2012년 하계 올림픽에서 남자 플뢰레 개인전과 단체전에 출전하였다. 그러나, 그는 개인전 16강에서 러시아의 알렉세이 체레미시노프에게 6-15로 패해 탈락하였고, 단체전에서는 4위를 기록하였다.

## 개인사

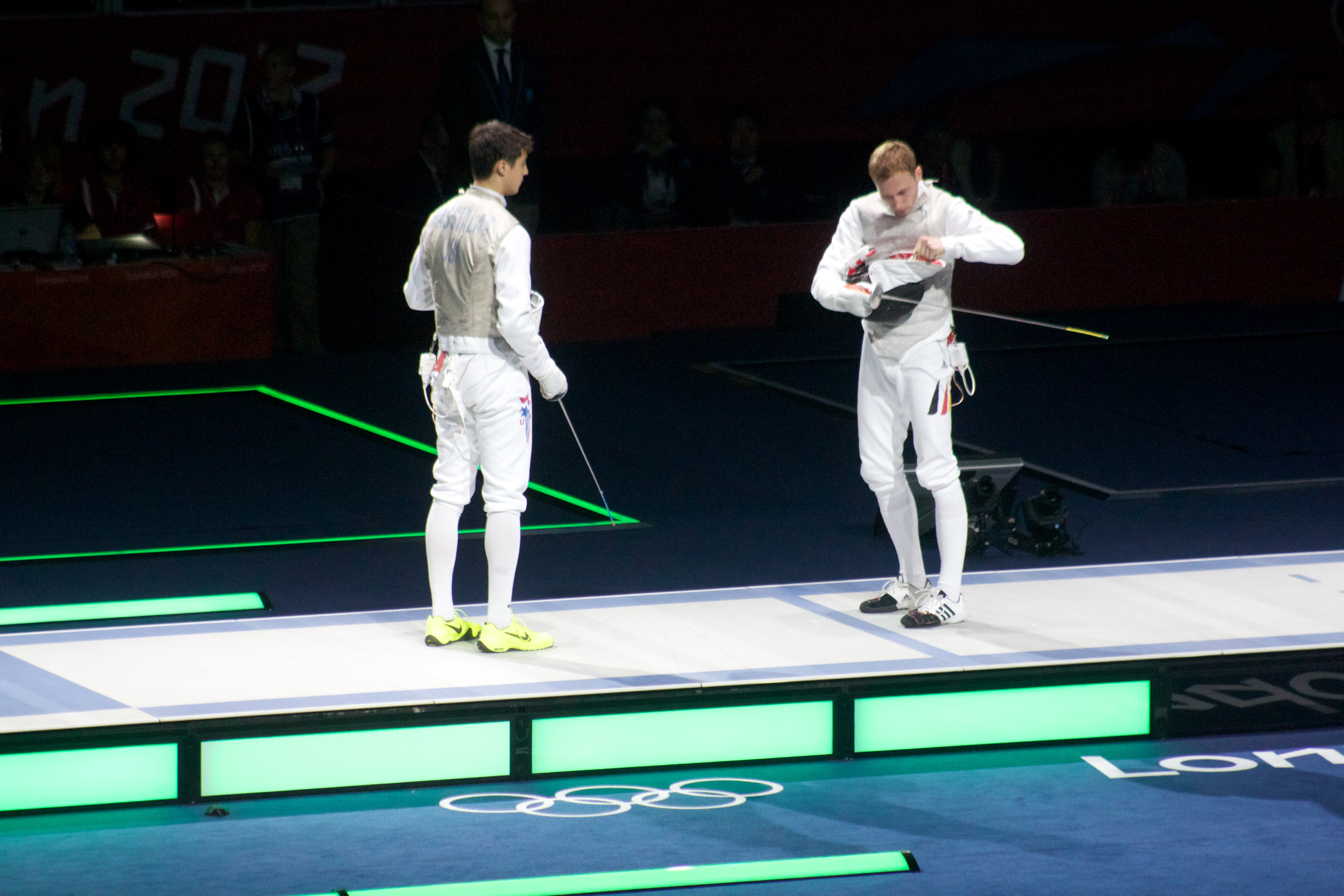
2012년 하계 올림픽 당시의 마시알라스(왼쪽)

마시알라스는 캘리포니아주 샌프란시스코 출신이다. 그의 아버지 그레그 마시알라스는 그리스 혈통이고 그의 어머니는 대만에서 건너왔다. 그의 아버지 그레그는 알렉산더 마시알라스의 코치로 활동한다.
런던 올림픽 종료 후, 마시알라스는 펜싱 장학생으로 스탠퍼드 대학교에 진학하였다.